# 미라쥬 콜로이드
미라쥬 콜로이드(영어: Mirage Colloid, 일본어: ミラージュコロイド)는 TV 애니메이션 《기동전사 건담 SEED》 및 《기동전사 건담 SEED DESTINY》에 등장하는 가공의 물질 및 그것을 이용한 광학위장 기술이다.

## 개요
미라쥬 콜로이드는 가시광선의 편향성을 가지고 있으며 마이크로 프리즘과 유사한 작용을 하는 물질이다. 특수한 콜로이드 상태의 미립자의 일종으로 여겨진다. 자료에 따라서는 다양한 대역의 전자파에 간섭 또는 변경하는 성질을 가지고 있으며 이를 이용한 빔 편향이나 스텔스 등에 사용된다.

## 같이 보기
- 기동전사 건담 SEED
- 기동전사 건담 SEED DESTINY